# CSS Zen Garden
CSS Zen Garden är en välkänd och inflytelserik webbplats vars syfte är att visa upp vad man kan åstadkomma inom webbdesign enbart med CSS. Den skapades av webbdesignern Dave Shea 2001 och målet är att inspirera och uppmuntra användandet av webbstandarder med vackra och avancerade exempel.
Hundratals designers och konstnärer har bidragit med sina egna, extremt varierade upplagor av huvudsidan. Varje sådan version har sin egen stilmall och extra bilder, men HTML-koden är helt orörd. Förutom att man inte får ändra i koden så måste designen fungera i alla vanliga webbläsare, även om det finns en extra avdelning för experimentella eller läsarspecifika layouts.
All källkod till sidor och stilmallar finns lätt tillgängliga att studera och lära sig av och vem som helst kan skicka in ett bidrag även om det rekommenderas att man är konstnärligt lagd och har bra kunskaper i CSS.
Boken The Zen of CSS Design, skriven av Dave Shea och Molly Holzschlag, publicerades i februari 2005. Boken är baserad på 36 av de designer som finns på CSS Zen Garden och använder dessa för att visa hur man kan arbeta med avancerade tekniker i CSS.
Sidan har översatts till ett antal olika språk, inklusive svenska, och har även inspirerat en spansk och en italiensk version.